# 서곡 (시)
《서곡》(영어: The Prelude) 또는 《서곡 또는 시인의 마음의 성장; 자전적 시》(The Prelude or, Growth of a Poet's Mind; An Autobiographical Poem)는 영국의 시인인 윌리엄 워즈워스가 쓴 자전적인 시이다.  애초에는 철학적 시집인 <은둔>의 도입부에 넣으려고 하였으나 끝내 완성하지 못하였다.  이 시는 매우 개인적인 것을 묘사하였으며 워즈워스 자신의 인생에 대한 구체적인 내용을 드러낸다.  
이 시는 1798년, 그의 나이 28세에 시작되었으며, 그의 모든 인생을 할애했다.  이 시의 제목은 없으며, 단지 "콜리지에게 쓴 시"로 불리었다. 현재의 타이틀인 서곡은 그의 미망인인 메리에 의해 주어진 것이다.

## 버전
이 시에는 3가지 버전이 존재한다.
- 1799년판 서곡: 2가지 부분으로 구성되어 있다. 1798년부터 1799년 사이에 작곡되었으며 후기 시의 처음 두 부분을 포함한다.
- 1805년판 서곡: 어니스트 드 셀링쿠트가 1926년에 발견하여 13권으로 출판되었다.
- 1850년판 서곡: 워즈워스가 사망한 직후에 14권으로 출판되었다.

서곡은 워즈워스 인생의 산물이었다. 워즈워스는 그의 생애의 마지막 부분 동안에 "자연과의 교감에서 인간 정신의 신성한 충분성에 대한 스타일을 연마하고 일부 급진적인 진술을 한정했다."고 밝혔다.